# Chris Turner
Christopher James Turner, più conosciuto con il diminutivo Chris Turner (St Neots, 3 aprile 1951 – Wisbech, 27 aprile 2015) è stato un allenatore di calcio e calciatore inglese, di ruolo difensore.

## Biografia
É morto nel 2015, all'età di 64 anni, a causa di una grave malattia (demenza frontotemporale), che gli era stata diagnosticata nel 2006 e di cui venne sospettata come una possibile concausa anche la lunga serie di ripetuti impatti di testa con i pesanti palloni di cuoio dell'epoca in cui era in attività come calciatore (Turner infatti negli ultimi anni di carriera lamentava continui mal di testa anche fuori dal campo). Negli ultimi 5 anni della sua vita non era più in grado di camminare, parlare e mangiare cibi solidi.

## Carriera

### Giocatore
Esordisce tra i professionisti all'età di 18 anni nella stagione 1969-1970 con il Peterborough Utd, club della quarta divisione inglese; continua a giocare nel club in questa categoria per 5 stagioni consecutive, fino al termine della vittoriosa Fourth Division 1973-1974, dopo la quale rimane in squadra per altri 3 anni, tutti trascorsi nella terza divisione inglese, per un totale di 314 presenze e 37 reti in partite di campionato con il club. Nel 1977 si trasferisce in prestito ai Connecticut Bicentennials, con cui mette a segno 3 reti in 20 partite nella NASL. Tra il 1978 ed il 1980 trascorre tutte le estati giocando nella NASL con i N.E. Tea Men, collezionandovi complessivamente 85 presenze e 9 reti nell'arco di 3 stagioni, mentre trascorre i mesi invernali in patria, giocando nella seconda divisione inglese prima con il Luton Town (30 presenze e 5 reti nella stagione 1978-1979) e poi con il Cambridge Utd (19 presenze nella stagione 1979-1980). Nella stagione 1980-1981 fa invece parte per pochi mesi della rosa dello Swindon Town, con cui disputa 3 incontri nella terza divisione inglese; fa quindi ritorno al Cambridge United, con cui tra il 1980 ed il 1983 totalizza ulteriori 71 presenze e 3 reti nella seconda divisione inglese. Gioca poi per un'ultima stagione, la 1983-1984, nella quale totalizza 22 presenze e 2 reti in terza divisione.

### Allenatore
Inizia ad allenare nel dicembre del 1985, quando sostituisce Ken Shellito sulla panchina del Cambridge United, che nel frattempo dopo 2 retrocessioni consecutive giocava in quarta divisione, campionato in cui peraltro era nei bassifondi della classifica; Turner nella sua prima stagione di permanenza non riesce a migliorare i risultati del club, che termina la Fourth Division 1985-1986 al ventiduesimo (e terzultimo) posto in classifica, riuscendo comunque ad ottenere la rielezione nella Football League per la stagione successiva (all'epoca non esisteva infatti ancora un meccanismo di promozioni e retrocessioni automatiche da e per la Football League). Nella stagione 1986-1987 il rendimento degli U's migliora in mondo sostanziale: il club chiude infatti la Fourth Division 1986-1987 all'undicesimo posto in classifica; nel campionato 1987-1988 conquista invece un quindicesimo posto, seguito da un ottavo posto nella Fourth Division 1988-1989. Nel gennaio del 1990 Turner lascia l'incarico, venendo sostituito in panchina da John Beck, che a fine anno conquisterà la promozione in terza divisione vincendo i play-off. Ritorna ad allnare nel gennaio del 1991, quando, a 14 anni dall'addio, torna al Peterborough United, in quarta divisione: conclude il suo primo campionato con un quarto posto in classifica e con la conseguente promozione in terza divisione, campionato che chiude poi al sesto posto in classifica vincendo i play-off e conquistando pertanto la seconda promozione consecutiva; a sorpresa a fine anno si dimette però dall'incarico e lascia il mondo del calcio, salvo poi rientrarvi con il ruolo di dirigente: diventa infatti presidente proprio del Peterborough United, ruolo che mantiene fino al 1996.

## Palmarès

### Giocatore

#### Competizioni nazionali
- Campionato inglese di quarta divisione: 1

Peterborough United: 1973-1974